# 宮本エリアナ
宮本 エリアナ（みやもと エリアナ、1994年5月12日 - ）は、日本のミスコンテスト出場者、女優。
長崎県佐世保市出身。2015年のミス・ユニバース日本代表。日本人以外の親を持つ女性が日本代表に選ばれたのは宮本が初めて。世界大会ではトップ10に入賞した。

## 略歴
地元長崎県佐世保市の中学を卒業後、アメリカに留学。帰国後はモデル活動の傍ら、バーテンダーのアルバイトをしていた。
2014年11月開催のミス・ユニバース・ジャパン長崎大会でグランプリを獲得。翌2015年3月開催の日本大会で各都道府県の予選を勝ち上がったファイナリスト44名の中からグランプリを獲得、日本代表に選ばれた。同年12月、アメリカのラスベガスで開催された世界大会に出場し、トップ10に入賞した。
2023年、WOWOWオリジナルドラマ『フェンス』で女優デビューした。

## 人物
母親は日本人。父親はアフリカ系アメリカ人でアーカンソー州出身。1歳の頃に両親が離婚し、父親はアメリカに戻ったため、母親の元で育った。
バレーボール歴8年。書道5段。大型自動二輪車の免許を取得。

### 私生活
2017年12月1日に香港出身の一般男性と結婚。2018年6月に第1子男児、2021年に第2子男児を出産したが、2022年に離婚した。

## 出演

### テレビドラマ
- 連続ドラマW フェンス（2023年3月19日 - 4月16日、WOWOW）- 主演・大嶺桜 役[10]